# Cantó de Tours-Oest
El cantó de Tours-Oest és un cantó francès del departament de l'Indre i Loira, situat al districte de Tours. Compta amb part del municipi de Tours.

## Municipis
Comprèn la part del municipi de Tours delimitat per:
- al nord pel Loira
- a llevant per la rue de la Victoire, la plaça Gaston Pailhou, la rue Chanoineau, el bulevard Béranger, la rue Giraudeau, la rue de Boisdenier, la rue Auguste Chevallier, el bulevard Thiers, el bulevard Marchant-Duplessis, la rue Stéphane Pitard, la rue Auguste Chevallier, el pont Saint-Sauveur, el Cher, l'avinguda Jean Portalis i la ruta dels Deux-Lions
- a migdia pel municipi de Joué-lès-Tours
- a ponent pel municipi de la Riche

## Història
| Data d'elecció                           | Identitat        | Partit        | Qualitat |
| ---------------------------------------- | ---------------- | ------------- | -------- |
| 1955-1961                                | Paul Métadier    | Divers droite |          |
| 1961-1988                                | Jean Royer       | Divers droite |          |
| 1988-1998                                | Claude Croubois  | RPR           |          |
| 1998-                                    | Nicolas Gautreau | PS            |          |
| les dades anteriors no són pas conegudes |                  |               |          |
|                                          |                  |               |          |